# Christian Marquand
Christian Marquand (* 15. März 1927 in Marseille; † 22. November 2000 in Paris) war ein französischer Schauspieler und Filmregisseur.

## Leben und Wirken
Marquand, der spanisch-arabischer Herkunft war, sammelte einige Erfahrungen als Theaterschauspieler, bevor er gegen Ende des Zweiten Weltkrieges seine ersten Filmrollen erhielt. Er wurde bald zu einem vielbeschäftigten Semistar, der besonders Liebhaber und Abenteurer, seltener auch Schurken verkörperte. Mehrmals wirkte er auch in internationalen und Hollywood-Produktionen wie Der Flug des Phoenix, Lord Jim und Apocalypse Now mit.
Zweimal versuchte Marquand sich als Regisseur, zuletzt mit der hochrangig besetzten Satire Candy, doch konnte er damit keine besondere Resonanz erzielen. Eine bedeutende Rolle übernahm er später noch in dem spekulativen Werk Die Sekte als Anführer einer marokkanischen Mädchenhändler-Sekte.

## Filmografie (Auswahl)
- 1946: Es war einmal (La Belle et la Bête)
- 1953: Lucrezia Borgia (Lucrèce Borgia)
- 1954: Sehnsucht (Senso)
- 1954: Attila, die Geißel Gottes (Attila)
- 1954: Torpedomänner greifen an (Siluri umani)
- 1955: Ein ganzes Leben (Les hommes en blanc)
- 1956: … und immer lockt das Weib (Et Dieu… créa la femme)
- 1957: Spuren in die Vergangenheit (Sait-on jamais…)
- 1958: Ein Frauenleben (Une vie)
- 1959: Unter dem Terror der Mörder (Llegaron dos hombres)
- 1959: Auf euren Hochmut werde ich spucken (J’irai cracher sur vos tombes)
- 1960: Zärtliche, wilde Elisabeth (Tendre et violente Elisabeth)
- 1960: Schlußakkord
- 1961: Brennende Haut (La récréation)
- 1961: Die Beute des Schattens (La proie pour l’ombre)
- 1962: Pariserinnen (Les parisiennes)
- 1962: Der perfekte Mord (Le crime ne paie pas)
- 1962: Der längste Tag (The Longest Day)
- 1963: Grausame Hände (Les grands chemins, nur Regie und Co-Drehbuch)
- 1963: Das Mädchen mit dem frommen Blick (Les saintes nitouches)
- 1964: Deine Zeit ist um (Behold a Pale Horse)
- 1965: Lord Jim (Lord Jim)
- 1965: Der Flug des Phoenix (The Flight of the Phoenix)
- 1966: Die Hölle von Macao
- 1967: Die Straße von Korinth (La route de Corinthe)
- 1968: Candy (nur Regie)
- 1972: Ciao! Manhattan (Ciao! Manhattan)
- 1972: Heiß und kalt
- 1976: Unternehmen Entebbe (Victory at Entebbe)
- 1977: Jenseits von Mitternacht (The Other Side of Midnight)
- 1979: Hallo – ich mag dich (Cause toujours… tu m'intéresses!)
- 1979: Apocalypse Now (nur in den Redux- und Final Cut-Versionen)
- 1979: Die Sekte (Brigade mondaine: La secte de Marrakech)
- 1980: Die Männer, die ich liebte (Je vous aime)
- 1981: Wahl der Waffen (Le choix des armes)
- 1984: Emmanuelle 4 (Emmanuelle IV)
- 1985: Die Familienpyramide (L’été prochain)
- 1987: Ein Sack voller Flöhe (Qui c’est ce garçon?)